# Piaggio Vespa GTS
La Vespa GTS è un modello di scooter prodotto in Italia dalla Piaggio a Pontedera dal 2005 e facente parte della famiglia Vespa.

## Descrizione
La Vespa GTS è la versione restyling della moderna Granturismo che prima ha affiancato e poi sostituito. Ha debuttato sul mercato nel mese di maggio 2005 ed inizialmente era disponibile nella sola versione 250ie, equipaggiata con il motore monocilindrico Quasar a 4 tempi e 4 valvole, omologato Euro 3 e capace di erogare la potenza massima di 22 CV, sufficienti per spingere la Vespa GTS fino alla velocità massima di 122 km/h.
Esteticamente differiva dalla precedente Vespa Granturismo per la nuova fanaleria posteriore, la sella sportiva ampia, il portapacchi posteriore retrò, la modanatura cromata del parafango, la luce di posizione nella mascherina associata alla griglia cromata dell'avvisatore acustico e la molla cromata della sospensione anteriore.
Tuttavia, l'elemento distintivo della Vespa GTS 250ie era la strumentazione ridisegnata, con il tachimetro analogico e la serie di spie luminose abbinati al display LCD che disponeva delle seguenti funzioni digitali: indicatore livello carburante, contagiri a barre, contachilometri totale e parziale, orologio con datario, indicatori temperatura esterna e del liquido del radiatore. La capacità del serbatoio, invece, ammontava a 9,2 litri.
La Vespa GTS 250ie fu proposta sul mercato al prezzo base di 4.345 euro, mentre la versione dotata di ABS con frenata combinata costava 500 euro in più. La gamma delle colorazioni, era composta inizialmente dalle tinte Rosso Dragon, Nero Vulcano e Grigio Excalibur. Nel 2006, la Vespa GTS ha vinto il titolo “Moto dell'Anno” nella categoria scooter, indetto dalla testata giornalistica tedesca “Motorrad”.
Pur rimanendo uno dei pochi scooter in commercio con scocca portante in acciaio, innovazione che ha caratterizzato la Vespa fin dalla sua apparizione, nella GTS, così come in molte versioni di Vespa prodotte dagli anni '80 in poi, sono state aggiunte numerose parti in plastica: la "cravatta" ed il parafango anteriore, la parte inferiore e superiore del gruppo ottico anteriore, l'intero controscudo contenente il baulettino anteriore e le "minigonne" che coprono il motore prolungando le fiancate laterali. Il telaio è ricavato da due fogli d'acciaio curvati in una pressa e saldati assieme nella zona dietro pedana; le pance laterali non sono removibili (come nel modello PX) ma costituiscono parte integrante della scocca, fatta eccezione per le due minigonne sopra citate. La realizzazione con due semiscocche saldate, la cui giuntura non è visibile esteriormente, permette di ottenere uno spessore maggiore di acciaio nella zona dietro la pedana, frequentemente soggetta a fratture dopo anni di utilizzo su alcuni modelli monoscocca come i PK.
Il raffreddamento del motore è a liquido; due piccoli radiatori sono posizionati dietro il controscudo, sotto il bauletto anteriore. Nel telaio sono ricavate due aperture, dietro il parafango della ruota anteriore, per far fluire l'aria ad ogni radiatore; quando occorre, un'elettroventola forza la circolazione dell'aria che viene espulsa dalle griglie laterali ricavate nel controscudo.
La rimozione della ruota di scorta a favore di pneumatici di tipo tubeless ha consentito sia di equipaggiare anche la ruota posteriore di freno a disco, rendendo molto più efficace la frenata, sia di differenziare la larghezza del battistrada posteriore (130/70 - 12") rispetto all'anteriore (120/70 - 12") offrendo una migliore aderenza sulla ruota motrice, senza penalizzare la maneggevolezza della sterzata.
Il cambio è di tipo automatico a variatore. La messa in moto è esclusivamente di tipo elettrica, in quanto il motociclo è privo della classica pedivella; la batteria è alloggiata sotto il piccolo tunnel ricavato sulla pedana.

## Evoluzioni
Al Salone di Milano del 2006 fu presentata la Vespa GTS 125 che debuttò sul mercato nei primi mesi del 2007 al prezzo base di 4.100 euro. Inoltre, fu allargata la gamma delle colorazioni con le tinte Blu Midnight, Rosso Vintage e Giallo Lime, in seguito affiancate dai colori Marrone Terra di Toscana e Bronzo Perseo. Il 2008 segna l'avvento della Vespa GTS Super; dal 2009 non viene più prodotta la versione 250ie con ABS, mentre dal 2010 non è più disponibile la versione 125 sul mercato italiano.
Altra novità per la Vespa GTS è stata l'adozione del motore 300ie da 22 CV. Questa versione è stata presentata al Salone di Milano del 2011 ed ha debuttato sul mercato durante la primavera del 2012. Rispetto alla versione 250ie, la GTS 300ie presenta la strumentazione totalmente analogica (eccezion fatta per l'orologio), con numeri di colore bianco e fondo di colore nero.

## Versioni Speciali
All'edizione 2010 del Salone di Milano è stata presentata la versione speciale Vespa GTS Touring, equipaggiata con il motore 300ie da 22 CV della GTS Super. Oltre che per la scritta Touring posta sul controscudo all'altezza del vano portaoggetti e alla colorazione Marrone Terra di Toscana, la GTS 300ie Touring è riconoscibile per la dotazione di serie votata al turismo che comprende i portapacchi cromati anteriore e posteriore, il cupolino, la sella con termosaldature e le plastiche in tinta con la carrozzeria. Questo modello ha debuttato sul mercato nel 2011 al prezzo di 5.070 euro ed è stato confermato anche per il 2012.
Nel 2014 è stato invece lanciato il modello SuperSport. Progettato per mostrare un aspetto più sportivo delle altre versioni, dotato di una forcella colorata con vernice nera opaca e di alcuni particolari come la sella con cuciture dedicate, decalcomanie sulle fiancate laterali e la lettera S sullo scudo anteriore.